# Z tej Ziemi

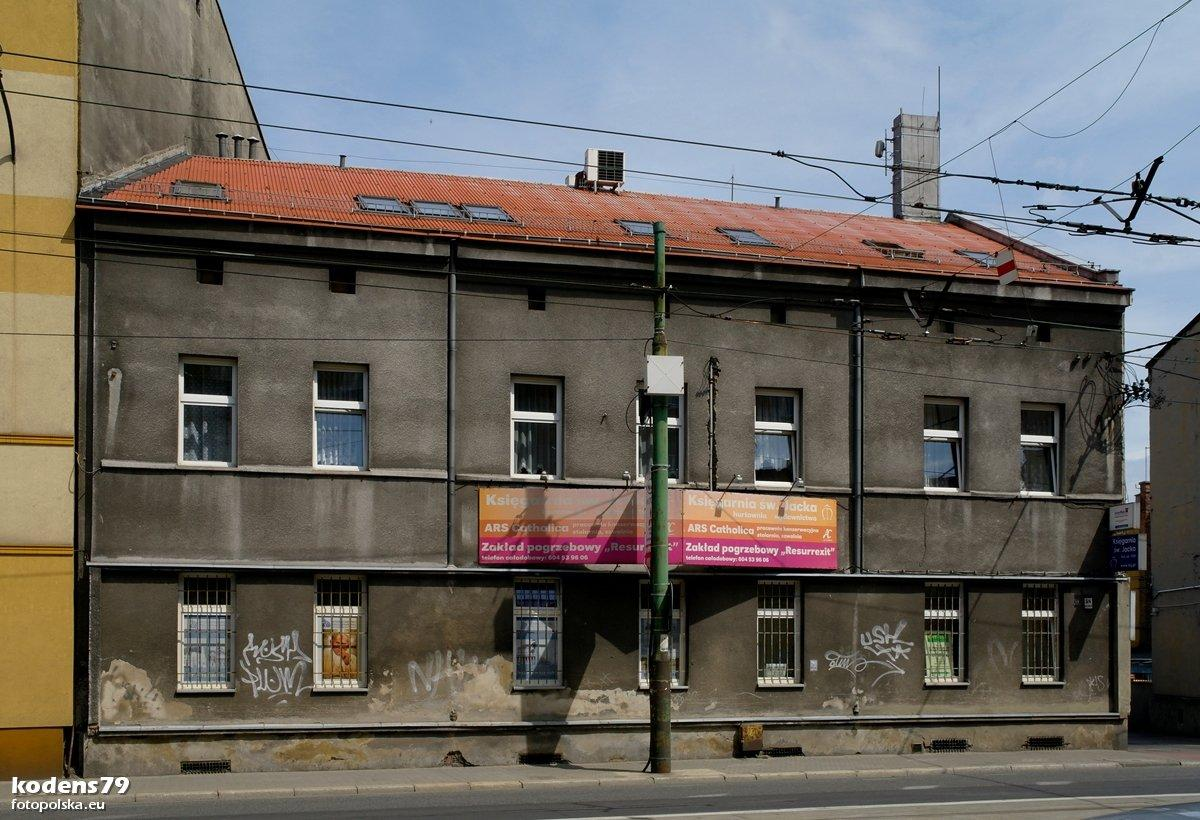
Siedziba wydawcy w 2012 roku

Z tej Ziemi – książkowy kalendarz wydawany na Górnym Śląsku przez katolickie wydawnictwo Księgarnię św. Jacka z siedzibą w Katowicach.
Pierwszy raz opublikowany w 1984. Redaktorami kalendarza są Marcin Jakimowicz i ks. Krystian Kukowka.
Na stronach kalendarza publikowali swoje teksty:
- Jan Górecki
- Piotr Libera
- Tomasz Rożek
- Mariusz Solecki
- Jerzy Szymik
- Damian Zimoń